# Citizen Cup 1987
Il  Citizen Cup 1987 è stato un torneo di tennis giocato sulla terra rossa. È stata la 10ª edizione del torneo, che fa parte del Virginia Slims World Championship Series 1987. Si è giocato all'Am Rothenbaum di Amburgo in Germania dal 21 al 27 settembre 1987.

## Campionesse

### Singolare
Steffi Graf ha battuto in finale  Isabel Cueto con il punteggio di 6–2, 6–2

### Doppio
Claudia Kohde Kilsch /  Jana Novotná hanno battuto in finale  Natal'ja Egorova /  Leila Meskhi con il punteggio di 7–6, 7–6